# Carlos Ibáñez del Campo
Carlos Ibáñez del Campo (ur. 3 listopada 1877 w Linares w Chile, zm. 28 kwietnia 1960 w Santiago) – chilijski polityk. W latach 1927–1931 dyktator, lecz został obalony i wygnany z kraju. W roku 1952 został demokratycznie wybrany prezydentem i sprawował tę funkcję przez sześć lat.

## Kariera wojskowa

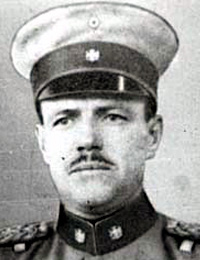
Carlos Ibáñez del Campo jako młody oficer

Jego rodzicami byli Carlos Ibáňez Ibáňez i Maria Nieves del Campo. Dzieciństwo spędził w posiadłości swego ojca San Francisco. Uczęszczał do liceum w Linares i w roku 1896 wstąpił do akademii wojskowej. W 1903 roku brał udział w chilijskiej misji wojskowej w Salwadorze. Poznał tam i poślubił Rosę Quirós y Ávíla wywodzącą się z wyższych sfer Salwadoru. Para miała dwóch synów, Rosa zmarła po dziesięciu latach małżeństwa.
Uczestniczył w ruchach wojskowych w latach 1924 i 1925, które oznaczały koniec fasadowego parlamentaryzmu w Chile. Po tym drugim został ministrem wojny a potem ministrem spraw wewnętrznych. Po rezygnacji prezydenta Figueroli w 1927 roku będąc wiceprezydentem rozpisał przedterminowe wybory 22 maja tego samego roku w których sam wystawił swoją kandydaturę. Wybory zostały zbojkotowane przez tradycyjne partie polityczne – jedynym kontrkandydatem Ibáñeza był komunista Elías Lafertte – Ibáñez wygrał wybory uzyskując 98% głosów. W tym samym roku ożenił się ponownie z Gracielą Letalier Velasco – owocem małżeństwa było pięcioro dzieci.

## Rządy dyktatorskie Ibáñeza

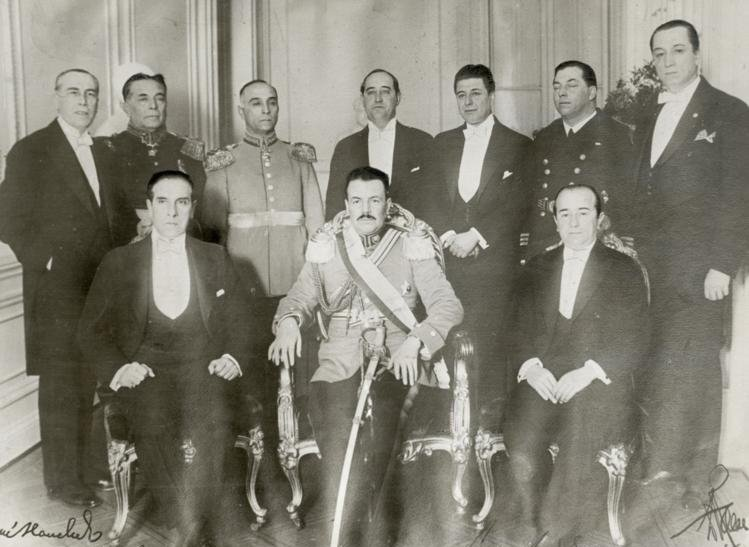
Carlos Ibáñez del Campo (siedzi w środku) wraz z ministrami swojego rządu – 1927 rok

Nowy prezydent wprowadził w Chile dyktatorskie porządki – wydawał dekrety z mocą ustawy, mianował członków parlamentu, jego przeciwnicy byli więzieni bądź zmuszani do emigracji. Wsławił się też jako twórca Karabinierów Chilijskich powstałych z połączenia mniejszych formacji policji wojskowej. Podpisał kończący definitywnie Wojnę o Pacyfik Traktat Limski. Popularność Ibáñeza spadła gwałtownie wraz z wielkim kryzysem gospodarczym w 1929 roku. Po fali niezadowolenia społecznego Ibáñez opuścił kraj 26 lipca 1931 roku zostawiając urząd w rękach szefa Senatu Pedro Opazo.

## Pomiędzy prezydenturami
Chile nie osiągnęło politycznej stabilności po reelekcji Arturo Alessandriego w 1932 roku. Ibáñez zdecydował się wrócić do kraju wspierany przez szereg ultraprawicowych grup. Wystawiły one jego kandydaturę w wyborach w 1938 roku. Wycofał ją jednak po masakrze w Seguro Obrero będącej odpowiedzią władz na nieudany pucz mający wynieść Ibáñeza do władzy. Jednocześnie przekazał swe poparcie Pedrowi Aquirre, który – częściowo dzięki temu – wygrał wybory.
Po raz kolejny kandydował po śmierci Aquirrego w 1941 roku ponownie zyskując poparcie ultraprawicy. Punkt zwrotny nastąpił gdy liberałowie i konserwatyści udzieli poparcia Ibáñezowi, dzięki czemu uzyskał on 44% głosów ustępując Juanowi Antonio Rios, który został następnym prezydentem dzięki poparciu Arturo Allesandriego i jego zwolenników. Później brał udział w nieudanych spiskach mających na celu zbrojne przejęcie władzy.

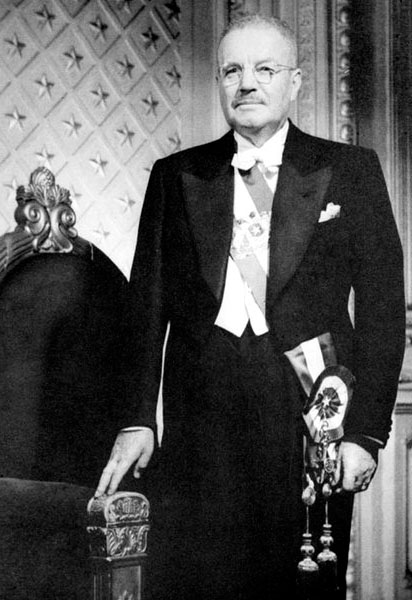
Ibáñez de Campo podczas swojej drugiej prezydentury

## Druga prezydentura
W 1952 roku Partia Robotników Rolnych wystawiła kandydaturę Ibáñeza na prezydenta. Otrzymał on też poparcie socjalistów i organizacji feministycznych. Obiecywał walkę z korupcją i krytykował tradycyjne partie polityczne. Zwyciężył otrzymując 47% głosów.
Jego druga prezydentura miała skromny charakter. Ze względu na podeszły wiek i zły stan zdrowia pozostawił większość funkcji administracyjnych w rękach ministrów. Nie umiał sobie poradzić z głównym problemem Chile – inflacją. Zyskał poparcie lewicy odwołując Ustawę o ochronie demokracji zabraniającą m.in. działalności partii komunistycznej. Złożył urząd 3 listopada 1958 roku zastąpiony przez Jorge Alessandriego. Zmarł 28 kwietnia 1960 roku w wieku 82 lat. Spoczywa na Cmentarzu Generalnym w Santiago. Jego imieniem nazwano region Aisén i szkołę oficerską Karabinierów Chilijskich.
W 1930 odznaczony Orderem Orła Białego.